# エンリコ・カルロ・ディ・ボルボーネ＝パルマ
エンリコ・カルロ・ルイージ・ジョルジョ・ディ・ボルボーネ＝パルマ（イタリア語: Enrico Carlo Luigi Giorgio di Borbone-Parma, Conte di Bardi, 1851年2月12日 - 1905年4月14日）は、イタリアのブルボン＝パルマ家の公子。
パルマ公カルロ3世とその妻でフランス王シャルル10世の孫娘であるルイーズ・ダルトワの間の次男。最後のパルマ公ロベルト1世の弟。バルディ伯（Conte di Bardi）の儀礼称号で呼ばれた。

## 生涯
1873年11月25日にフランスのカンヌにおいて、両シチリア王フェルディナンド2世の娘マリーア・ルイーザ（兄ロベルトの最初の妻マリーア・ピアの妹）と結婚したが、マリーア・ルイーザは結婚後わずか3ヵ月で急死した。エンリコは1876年10月15日にオーストリアのザルツブルクにおいて、ポルトガルの廃王ミゲル1世の娘アルデグンデス（兄ロベルトの2番目の妻マリーア・アントーニアの姉）と再婚した。どちらの妻との間にも子供はなかった。
エンリコはヴェネツィアのカナル・グランデに面したカ・ヴェンドラミン・カレルジ宮殿の所有者であり、1882年には作曲家のリヒャルト・ワーグナーとその家族を招待し、宮殿に住まわせている。ワーグナーは翌1883年にこの宮殿で息を引き取った。